# Parque natural nacional de Uzhanian
El parque natural nacional de Uzhanian (en ucraniano: Ужанський національний природний парк) es un área protegida en Ucrania. Se encuentra en el raión de Velyky Bereznyi del óblast de Zakarpatia, en la frontera entre Polonia y Eslovaquia. El parque fue creado el 5 de agosto de 1999 y tiene una superficie de 39 159,3 hectáreas (151,2 mi²). Desde 2007, forma parte del sitio del Patrimonio Mundial Hayedos primarios de los Cárpatos y otras regiones de Europa. También es parte de la Reserva de la biosfera Carpática. El parque fue creado para proteger el bosque de hayas prístino de los Cárpatos.

## Historia
En 1908, cuando la región de la Transcarpatia todavía pertenecía al Imperio austrohúngaro, se creó una reserva natural en el valle superior del río Stuzhychanka para proteger el paisaje del bosque de hayas. El área de la reserva era de 331,8 hectáreas (1,3 mi²). Al mismo tiempo, se creó una reserva forestal del área de 14,9 hectáreas (0,1 mi²) en el valle superior del río Uzh. Entre 1919 y 1938, Transcarpacia pertenecía a Checoslovaquia, y ambas reservas se ampliaron considerablemente. Se creó otra reserva en la montaña Yavirnyk. Después de la Segunda Guerra Mundial, el área quedó completamente abandonada y comenzó la producción masiva de madera. En 1974, durante el período soviético, se estableció la Reserva de paisaje forestal de Stuzhytsia. El área de la reserva era de 2542 hectáreas (9,8 mi²). En 1995, la reserva se convirtió en un parque paisajístico regional y en 1999, después de la independencia de Ucrania, en un parque natural nacional.

## Topografía
El parque está ubicado en los valles del río Uzh y sus afluentes en las laderas occidentales de los montes Cárpatos. El punto más alto del parque es la montaña Kinchyk Bukovskyi (1251 metros). El parque natural nacional Uzhanian contiene cuatro zonas de altitud, que incluyen bosques de hayas, bosques de alisos y, por encima de los 1100 metros (3608,9 pies), praderas alpinas. El clima es templado, con precipitaciones anuales en torno a los (900 milímetros (35,4 plg), y temperaturas en invierno bajo cero, de forma que las montañas quedan cubiertas de nieve.

## Flora y fauna
Hay más de 1500 especies de plantas en el parque; alrededor de 22 de las especies de plantas vasculares son endémicas y 52 especies, incluidas 23 especies de orquídeas, que están protegidas a nivel nacional. Los grandes mamíferos incluyen ciervos, corzos, jabalíes, zorros y tejones. Hay 114 especies de aves.

## Turismo
El área está poblada por Lemkos y lo cual tiene una fuerte influencia de su cultura. En particular, seis iglesias de madera construidas en los siglos XVII y XVIII sobrevivieron dentro del parque. Además existen diecisiete senderos señalizados dentro del parque para la práctica del senderismo y para visitas guiadas.

Infraestructuras del parque nacional de Uzhanian
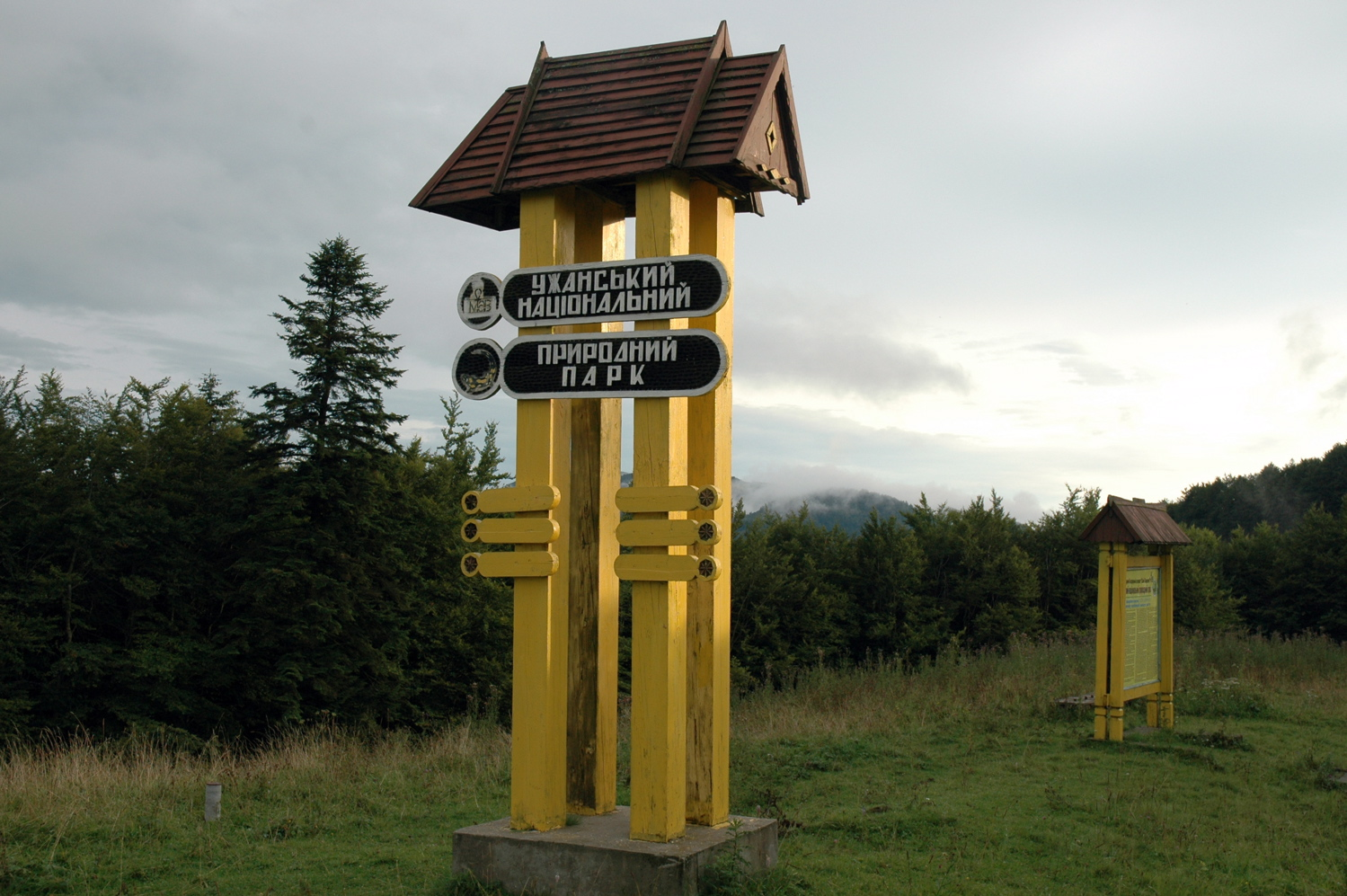
Panel informativo sobre el Paso Oujok
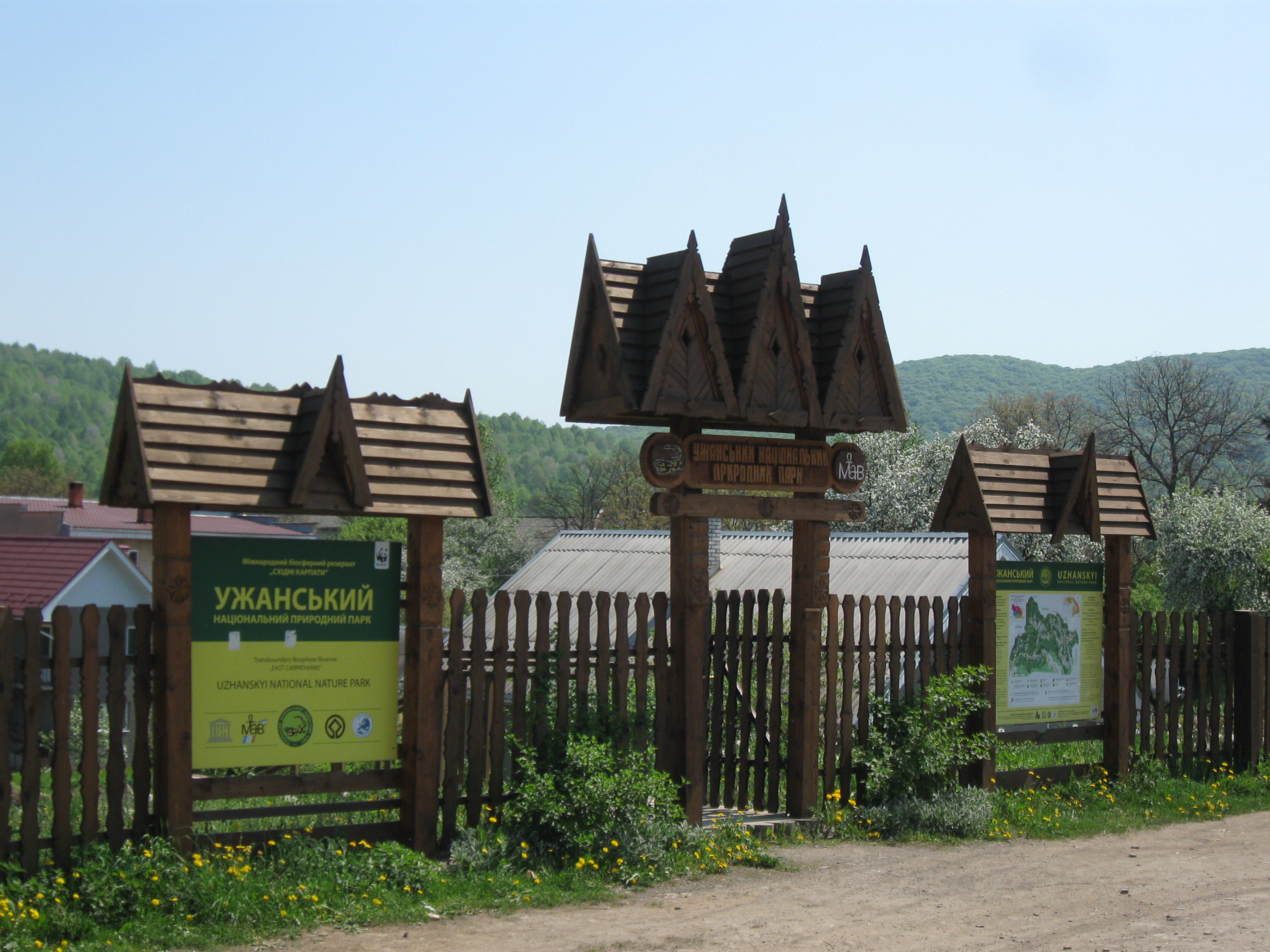
Entrada a los edificios administrativos
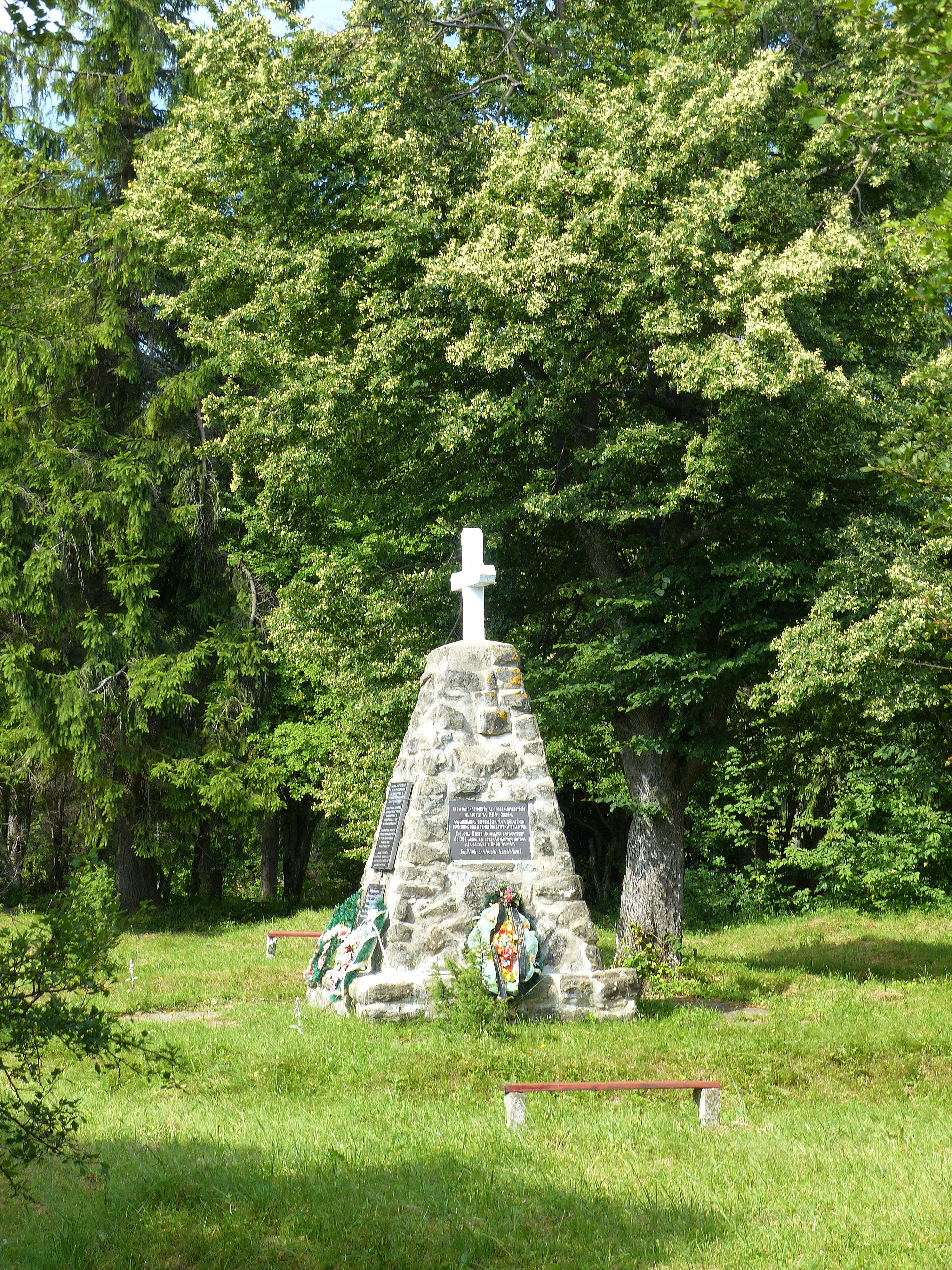
Monumento a las víctimas de 1914
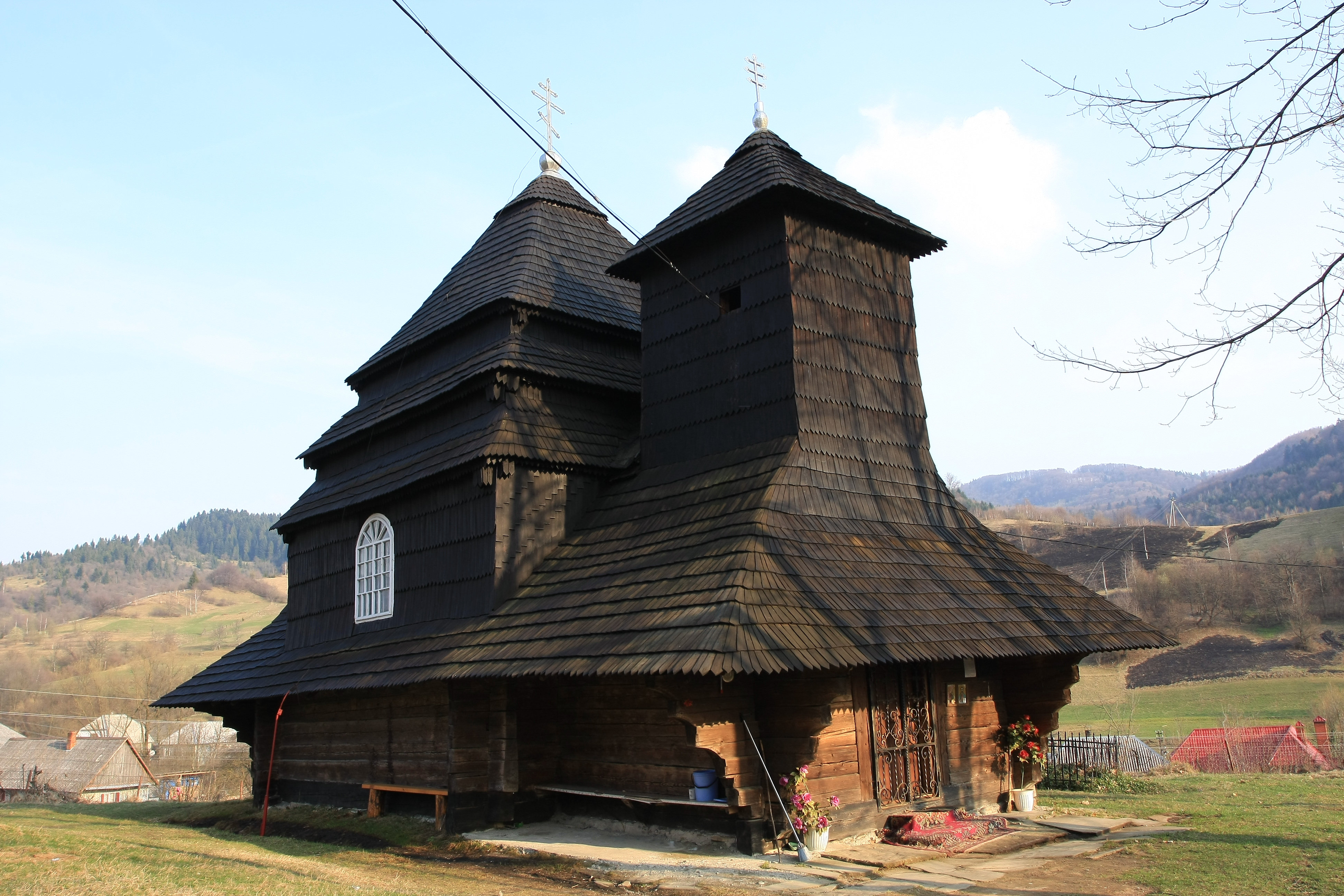
Iglesia de madera en el pueblo de Stoujitsa
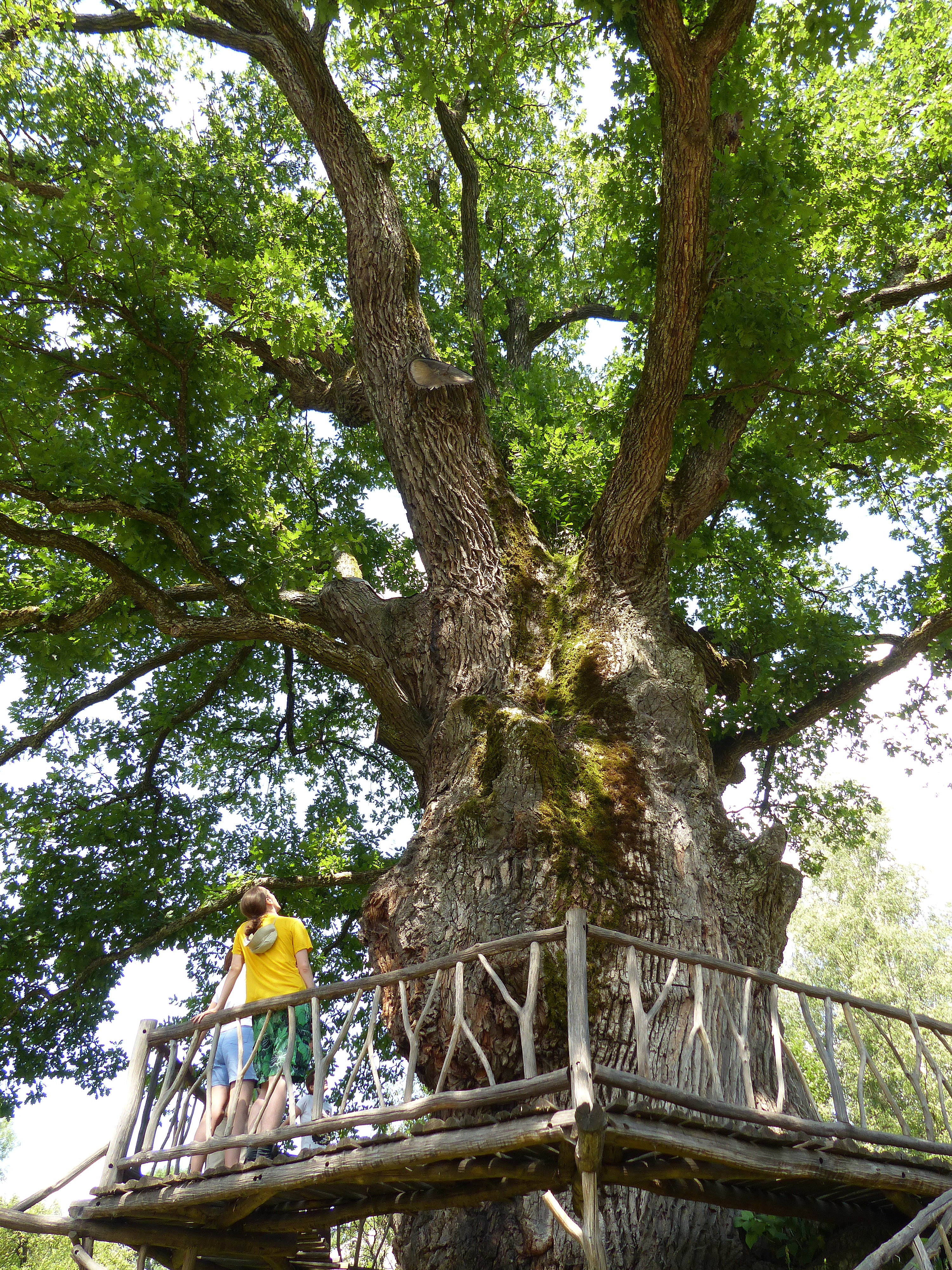
un viejo roble
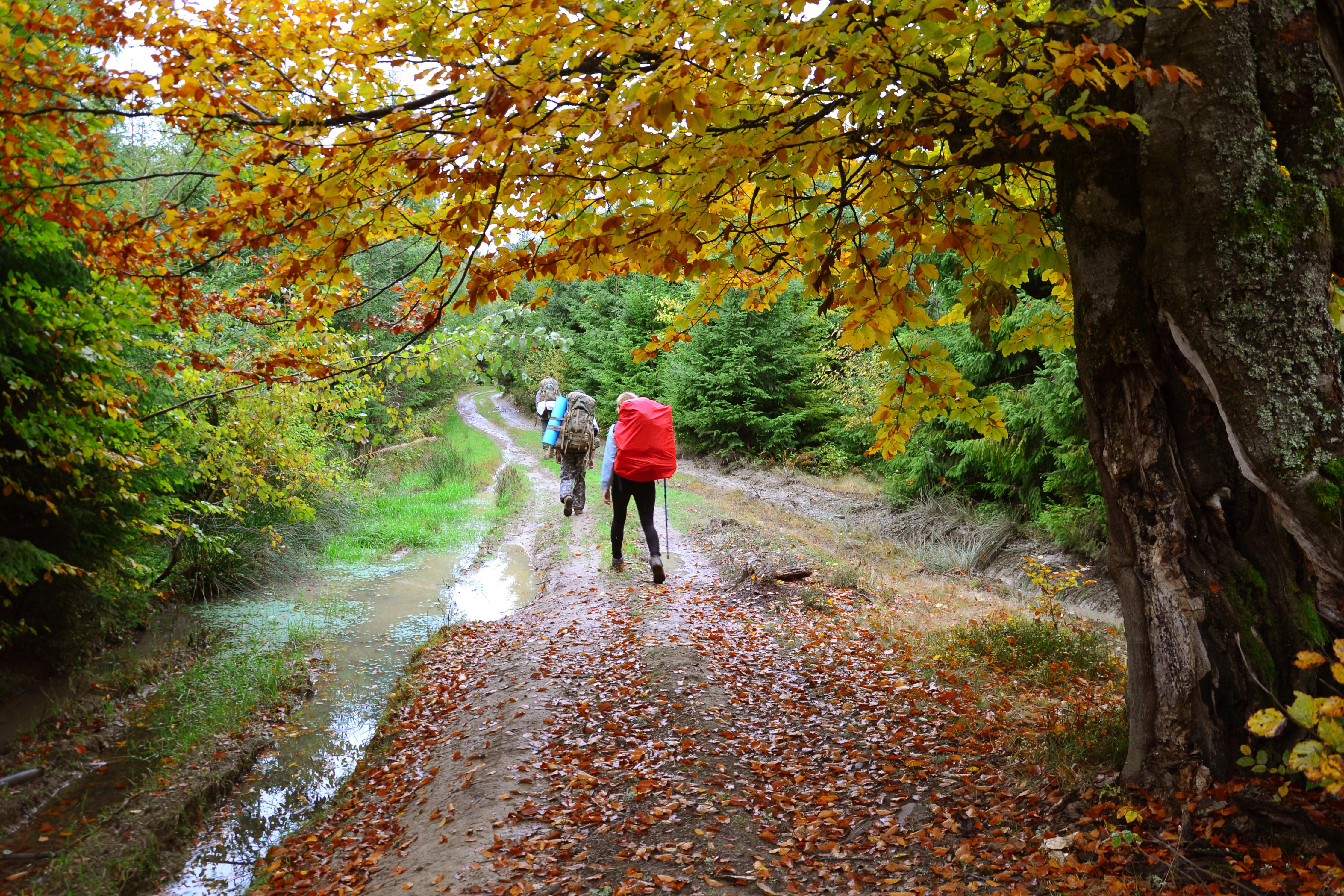
uno de los senderos del parque